# Kanton Tours-Nord-Ouest
Kanton Tours-Nord-Ouest (francouzsky Canton de Tours-Nord-Ouest) je francouzský kanton v departementu Indre-et-Loire v regionu Centre-Val de Loire. Tvoří ho pouze severozápadní část města Tours.